# Die Gesänge des Maldoror

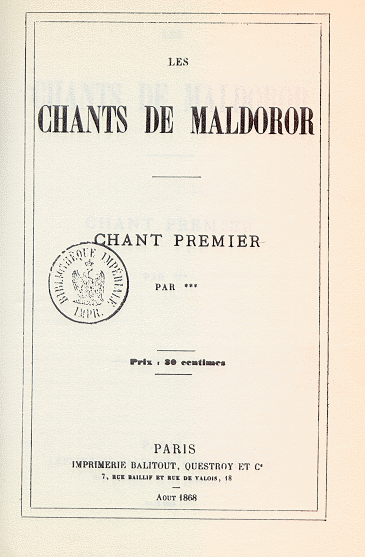
Anonyme Erstausgabe des 1. Gesanges der „Gesänge des Maldoror“ (Paris 1868)

Die Gesänge des Maldoror (Les Chants de Maldoror) ist das einzige Werk des französischen Dichters Lautréamont (Pseudonym für Isidore Lucien Ducasse), das auf die Literatur der Moderne und namentlich auf den Surrealismus großen Einfluss ausübte. Es erschien 1874 und gilt als eines der radikalsten Werke der abendländischen Literatur.
André Breton bezeichnete das Werk 1940 als „Apokalypse“: „Alles noch so Kühne, das man in den kommenden Jahrhunderten denken und unternehmen wird, es ist hier in seinem magischen Gesetz im voraus formuliert worden.“ und André Gide sah in Ducasse den „Schleusenmeister der Literatur von morgen“.

## Inhalt
Maldoror, Held und Ich-Figur, ist die Inkarnation des Bösen schlechthin. Er ist „ein schwarzer, zerschmetterter Erzengel von unsagbarer Schönheit“, wie Maurice Maeterlinck geschrieben hat, eine „Sonne des Bösen“ (Aurore du Mal = Maldoror) und findet sich auf unserem Planeten wieder, gestrandet unter der ihm verhassten Menschheit, der er ihre eigene Schlechtigkeit vor Augen führen will.
„Bei seinem Namen erzittern die himmlischen Heerscharen; und mehr als einer erzählt, dass Satan selbst, Satan die Inkarnation des Bösen, nicht so schrecklich sei.“ (6. Gesang, 8. Strophe)
Maldoror führt in verschiedenen Masken und Metamorphosen eine Schlacht gegen die menschliche Kreatur und Gott, seinen Erzfeind. Sein erklärtes Ziel ist es, Gott und die Menschen in ihrer Schlechtigkeit zu übertreffen. Seine Mittel hierzu lauten: Ängste, Wirrnisse, Entwürdigungen, Grimasse, Herrschaft der Ausnahme und des Absonderlichen, Dunkelheit, wühlende Phantasie, das Finstere und Düstere, Zerreißen in äußerste Gegensätze, Hang zum Nichts, infernalische Grausamkeit. Er hat das Gelübde abgelegt, den Schöpfer zu überwinden, Böses zu tun, um das Böse zu vernichten, Verbrechen zu begehen, um das Verbrechen aufzuheben.
„Meine Poesie wird aus einem einzigen Angriff bestehen, geführt mit allen Mitteln gegen den Menschen, diese reißende Bestie, wie auch gegen den Schöpfer, der solch ein Ungeziefer niemals hätte erschaffen dürfen. Bände auf Bände werden sich türmen bis ans Ende meines Lebens, und doch wird man darin immer nur diesen einzigen meinem Bewusstsein dauernd gegenwärtigen Gedanken finden.“ (2. Gesang, 4. Strophe)
Maldorors luziferischer Schatten streicht durch den Tag, er trifft auf Tod und Schrecken, bei dem das Lebendige tot, das Anorganische lebendig wird. Des Nachts wird er heimgesucht von Phantomen und der Erinnerung an unaussprechliche Grausamkeiten. Als satanischer Verführer will er auch andere zum Bösen verleiten, oft nur, um seine Opfer (häufig Kinder) zu quälen.
„Ich bediene mich meines Geistes, um die Wonnen der Grausamkeit zu schildern, keine flüchtigen, künstlichen Wonnen, sondern solche, die mit dem Menschen begonnen haben, die mit ihm enden werden.“ (1. Gesang, 4. Strophe)

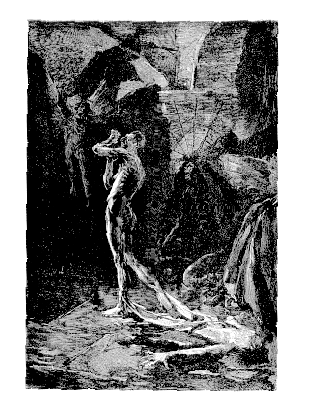
Frontispiz der Neuausgabe 1890 in der Édition Léon Genonceaux

Im ersten Gesang hat Maldoror „einen Pakt mit der Prostitution geschlossen, um in den Familien Zwietracht zu säen“ und trägt den „Beinamen Vampir“, dem nichts so gut ist wie das Blut eines Kindes, „wenn man es noch ganz warm trinkt“. Seine Bösartigkeit schlägt sich in minuziös beschriebenen Folterszenen nieder:
„Man lasse seine Nägel vierzehn Tage wachsen. O! ist es süß, ein Kind, dem noch nichts auf der Oberlippe wächst, brutal aus dem Bett zu reißen und, die Augen weit geöffnet, so zu tun, als führe man sanft mit der Hand über seine Stirn, um die schönen Haare zurückzustreichen! Dann plötzlich, in dem Augenblick, wenn es dies am wenigsten erwartet, die langen Nägel in seine weiche Brust zu graben, aber so, daß es nicht stirbt; stürbe es nämlich, könnte man es später nicht leiden sehen.“ (1. Gesang, 6. Strophe)
Maldoror ist aber nicht nur Sadist und Erotomane („Meine Geschlechtsteile bieten ewig das düstere Schauspiel der Schwellung“), er trägt bisweilen auch masochistische Züge: Nach der genüsslich ausgedehnten Zerfleischung eines Jünglings hegt er den Wunsch, im Tod, in der Unendlichkeit, Gleiches von dem Jungen angetan zu bekommen. Und auch die Selbstqual, das Selbstzerfleischen, ist ihm bekannt.
„Ich habe lachen wollen wie die anderen; aber dies war unmöglich. Ich habe ein Federmesser mit scharfer Klinge genommen und mir das Fleisch dort aufgeschlitzt, wo sich die Lippen vereinigen …“ (1. Gesang, 5. Strophe)
Maldorors Grundauffassung, dass Leben Leid und Schmerz bedeute („erinnere dich wohl, wir sind auf diesem entmasteten Schiff, um zu leiden“), resultiert aus der Erkenntnis, dass der Mensch schlecht sei. Wiederholt beklagt er dessen Egoismus und Kälte sowie die Grausamkeit Gottes, der ihn erschuf:
„Was soll die Ungerechtigkeit in den höchsten Beschlüssen? Ist er von Sinnen, der Schöpfer?“ (1. Gesang, 13. Strophe)
Im zweiten Gesang sucht Maldoror einen Freund, eine verwandte Seele. Er findet sie in einer Haiin, die er beim Verschlingen von Schiffbrüchigen beobachtet:
„Ich suchte eine Seele, die mir ähnlich wäre, und konnte sie nicht finden. Ich durchsuchte die verborgensten Winkel der Erde; meine Ausdauer war vergeblich. Allein konnte ich jedoch nicht bleiben. Ich brauchte jemanden, der meinen Charakter bejahte; ich brauchte jemanden, der ebenso dachte wie ich. (…) Einige Minuten lang sahen sie sich fest ins Gesicht; und beide erstaunten, so viel grausame Lust in den Blicken des anderen zu finden. Schwimmend drehen sie sich im Kreise, lassen einander nicht aus den Augen und jeder sagt sich: ‚Ich lebte bis jetzt im Irrtum; da ist einer, der böser ist als ich.‘ Da glitten sie zwischen zwei Wellen, einstimmig und in gegenseitiger Bewunderung aufeinander zu, die Haiin, das Wasser mit ihren Flossen zerteilend, und Maldoror, die Fluten mit seinen Armen schlagend; und sie hielten den Atem an in tiefer Verehrung, jeder von dem Wunsche erfüllt, zum erstenmal sein lebendiges Ebenbild zu betrachten.“ (2. Gesang, 13. Strophe)
Maldorors verzweifelter Kampf gegen Gott und den Menschen, jenen „sublimen Affen“, zeichnet ein in höchstem Maße grausames Bild der Welt und der Natur des Menschen, eine alptraumhafte Welt des Horrors. Den Selbstmord als Erlösung untersagt Lautréamont jedoch seinem Helden:
„Ich habe das Leben wie eine Wunde empfangen, und ich habe dem Selbstmord verboten, die Narbe zu heilen. Ich will, dass der Schöpfer zu jeder Stunde seiner Ewigkeit den klaffenden Riss betrachte. Das ist die Sühne, die ich ihm auferlege.“ (3. Gesang, 1. Strophe)
Im dritten Gesang zeigt uns Maldoror eine Frau, die er in den Wahnsinn getrieben hat, indem er ihre kleine Tochter vergewaltigt und seine Bulldogge auf sie gehetzt hat, um den Leichnam sodann mit einem Taschenmesser auszuweiden:
„Dieser zieht ein amerikanisches Taschenmesser hervor, mit zehn bis zwölf Klingen, die verschiedenen Zwecken dienen. Er öffnet die scharfkantigen Beine dieser stählernen Hydra; und macht sich, da er sieht, dass der Rasen noch nicht unter der Farbe des so reichlich vergossenen Blutes verschwunden ist, daran, mit diesem Skalpell mutig, ohne zu erbleichen, die Vagina des unglücklichen Kindes zu durchforschen. Aus diesem erweiterten Loch zieht er nacheinander die inneren Organe heraus: die Därme, die Lungen, die Leber und schließlich das Herz selbst werden von ihrem Sitz gerissen und durch die schreckliche Öffnung an das Tageslicht gezerrt. Der Opferer bemerkt, dass das kleine Mädchen, ein ausgenommenes Hühnchen, schon lange tot ist; er unterbricht das ständige Wachsen seiner Raserei und läßt die Leiche im Schatten der Platane weiterschlafen.“ (3. Gesang, 2. Strophe)
Lautréamonts Hass steigert sich bis zur Blasphemie; so lässt er Gott sich vor einem Haar rechtfertigen, das er in einem anrüchigen Hause verloren hat. Maldoror kommt in ein Bordell und findet dort ein sprechendes Haar, das in einem verzweifelten Monolog nach dem Herrn ruft und nach den Gründen fragt, warum sein Herr hierher kam und sich mit einer Dirne beschmutzte. Als der Herr zurückkommt, um das verlorene Haar wieder an sich zu nehmen, ist es Gott, voller Scham über die Tat und mit den Vorwürfen Satans beladen. Reumütig hält er Gericht über sich selbst und anerkennt das Recht des Menschen auf Revolte gegen seinen Schöpfer. Maldoror schildert den Schöpfer auf der Straße liegend und „abscheulich betrunken“:
„Betrunken wie eine Wanze, die während der Nacht drei Tonnen Blut geschluckt hat! (…) Der Mensch, der vorüberging, blieb vor dem verkannten Schöpfer stehen, und unter dem Beifall der Filzlaus und der Otter beschmutzte er das erhabene Gesicht drei Tage lang mit Kot!“ (3. Gesang, 4. Strophe)
Im vierten Gesang wird ein Mann drei Tage an seinen Haaren aufgehängt, weil er sich geweigert hat, mit seiner Mutter sexuell zu verkehren. Er wird von ihr und seiner Frau („die beiden scheußlichsten Exemplare der menschlichen Rasse“) geteert und ausgepeitscht. Der Ekel vor dem Leben ist so angewachsen, dass der Erzähler seine Verzweiflung nur noch loswird, indem er Hässlichkeit, Verfall und Empörung in den dichtesten symbolischen Bildern des Abstoßenden beschwört. Maldoror sieht sich im 4. Gesang auch selbst:
„Ich bin schmutzig. Die Läuse zerfressen mich. Die Säue erbrechen sich, wenn sie mich sehen. Der Krusten und der Grind der Lepra haben meine Haut mit Schuppen und gelblichem Eiter bedeckt. Ich kenne das Wasser der Flüsse nicht, nicht den Tau der Wolken. Auf meinem Nacken wächst wie auf einem Misthaufen ein gewaltiger Pilz mit doldentragenden Stengeln. Ich sitze auf einem unförmigen Möbel und habe meine Glieder seit vier Jahrhunderten nicht bewegt.“ (4. Gesang, 4. Strophe)
Die ersten fünf Gesänge enthalten aber auch von der Geschichte Maldorors völlig unabhängige Passagen, Lautréamont besingt die „unbegreiflichen Päderasten“ (V,5), kritisiert die Literaturkritik und verherrlicht in einer flutenden Hymne den Ozean:
„Alter Ozean, o großer Junggeselle, wenn du die feierliche Einsamkeit deiner phlegmatischen Reiche durcheilst, bist du stolz auf deine Herrlichkeit von Geburt und auf das wahre Lob, das ich dir eifrig spende. (…) Ich grüße dich, alter Ozean!“ (I, 9)
An anderer Stelle rühmt Lautréamont in einer Ode die Mathematik:
„O strenge Mathematik, ich habe dich nicht vergessen, seit deine gelehrten Lektionen, süßer als Honig, wie eine erfrischende Woge in mein Herz drangen. (…) Arithmetik! Algebra! Geometrie! grandiose Dreifaltigkeit! leuchtendes Dreieck! Wer euch nicht gekannt hat, ist ein Narr!“ (II, 10)

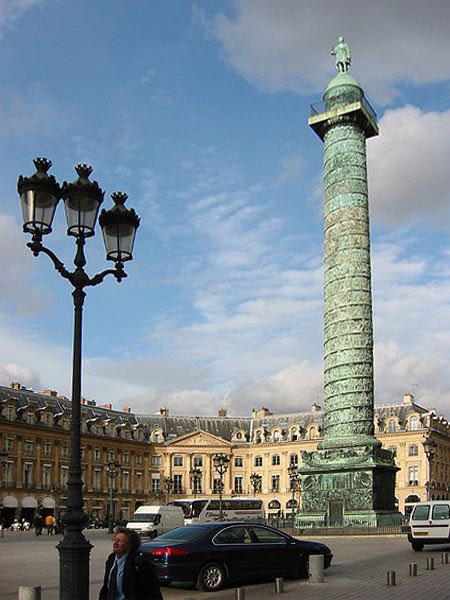
Die Säule an der Place Vendôme in Paris

Das Pantheon in Paris, 1890

Der sechste und letzte Gesang wird im Text als „kleiner Roman“ bezeichnet und erzählt die abgeschlossene Geschichte des Jünglings Mervyn, für dessen Schönheit Lautréamont die berühmte Metapher „schön wie das zufällige Zusammentreffen einer Nähmaschine und eines Regenschirms auf einem Seziertisch“ („beau comme la rencontre fortuite sur une table de dissection d’une machine à coudre et d’un parapluie!“) verwendet hat. Maldoror verfolgt Mervyn durch Paris, um Gott „die Beute abspenstig zu machen“. Gott schickt einen Erzengel in Gestalt eines Taschenkrebses, „um den Jüngling vor einem sicheren Tod zu retten“ und Maldoror zur Rechenschaft zu ziehen, doch dieser wird von Maldoror erschlagen und Mervyn fällt Maldoror anheim:
„Er entfaltete den Sack, den er bei sich trug, öffnete ihn, und steckte, indem er den Jüngling beim Kopf ergriff, den ganzen Körper in die Stoffhülle. Er verknotet mit seinem Taschentuch das Ende, das als Eingang diente. Da Mervyn schrille Schreie ausstieß, hob er den Sack wie ein Wäschebündel und schlug ihn mehrmals gegen das Brückengeländer. Da hielt der Delinquent, der bemerkt hatte, wie seine Knochen krachten, den Mund. Einzigartige Szene, auf die kein Romancier wieder kommen wird!“
Mervyn wird von Maldoror von der Säule der Place Vendôme über die Seine hinweg auf die Kuppel des Panthéon geschleudert, wo man ihn als „ausgetrocknetes, hängengebliebenes Skelett“ bestaunen kann:
„Mervyn, von dem Seil gefolgt, gleicht einem Kometen, der seinen flammenden Schweif hinter sich herzieht. Der Eisenring der Schlinge, der in der Sonne blitzt, regt dazu an, selbst die Illusion zu vervollständigen. Im Laufe der Flugbahn zerteilt der zum Tode Verurteilte die Luft bis zum linken Seineufer, überfliegt es dank der, wie ich vermute, unbegrenzten Antriebskraft, und sein Körper prallt gegen die Kuppel des Pantheon, während das Seil teilweise mit seinen Windungen die obere Wand der riesigen Kuppel umschlingt. (…) Geht selbst nachschauen, wenn ihr mir nicht glauben wollt.“

## Form und Stil
Lautréamont schuf in den „Gesängen des Maldoror“ eine Bilderwelt, die alle literarischen Konventionen des 19. Jahrhunderts sprengte. Das Werk ist aber auch formal einzigartig. An die schwarze Romantik und die visionäre Bildsprache des Symbolismus angelehnt, verband Lautréamont Ironie mit absurder Komik, verwendete Stilmittel wie die altgriechische Palinodie (Beschimpfung) und setzte sogar szenische Dialoge ein. Im ersten Gesang bilden die elfte und zwölfte Strophe gewissermaßen zwei kleine Theaterstücke, als Gespräch einer Familie und als Dialog mit einem Totengräber.
Die Sprache ist überaus bildhaft, assoziativ und rauschhaft und gleitet manchmal, die écriture automatique des Surrealismus vorwegnehmend, ins Halluzinatorisch-Groteske hinüber. Lautréamont hat unter dem Eindruck eines Vortrags zum „Problem des Bösen“ des Philosophen Ernest Naville (s. u.) zumindest Teile der „Chants de Maldoror“ automatisch geschrieben.
Die sechs Gesänge sind in 60 Strophen unterschiedlicher Länge unterteilt (I/14, II/16, III/5, IV/8, V/7, VI/10), waren ursprünglich nicht nummeriert und nur durch Querstriche getrennt. Die letzten acht Strophen des letzten Gesangs, der als kleiner Roman in sich abgeschlossen ist, waren mit römischen Ziffern versehen. Jeder Gesang schließt mit einer Zeile ab, die dessen Ende indiziert.
Am Anfang und am Ende der einzelnen Gesänge verweist der Text oft auf das Werk selbst, Lautréamont spricht mit Bezug auf den tatsächlichen Autor Isidore Ducasse, den er auch als „Montevideaner“ zu erkennen gibt. Autor und Ich-Figur fließen in der Folge oft ineinander, die Gesänge bilden ein Vexierspiel, das die Erwartungshaltung des Lesers immer wieder in die Irre führt.

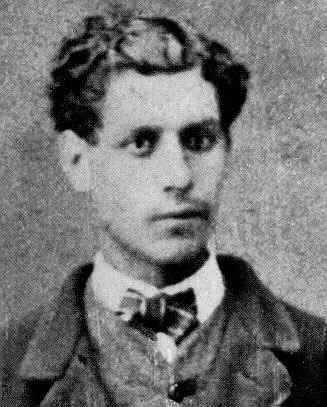
Lautréamont

Um den Leser spüren zu lassen, dass er sich auf eine „gefährliche philosophische Wanderung“ begibt, bedient sich Lautréamont der Identifizierung des Lesers im Text mit dem Leser des Textes, ein Verfahren, das schon Baudelaire in der Leseanweisung für Les Fleurs du Mal verwendet hat. Ducasse kommentiert das Werk auch und gibt Anweisungen für dessen Lektüre. Schon der erste Satz enthält eine „Warnung“ an den Leser:
„Gebe der Himmel, dass der Leser, erkühnt und augenblicklich von grausamer Lust gepackt gleich dem, was er liest, seinen abrupten und wilden Weg durch die trostlosen Sümpfe dieser finstren und gifterfüllten Seiten finde, ohne die Richtung zu verlieren; denn wofern er nicht mit unerbitterlicher Logik und einer geistigen Spannung, die wenigstens seinen Argwohn aufwiegt, an diese Lektüre geht, werden die tödlichen Emanationen dieses Buches seine Seele durchtränken wie das Wasser den Zucker.“
Das Zusammenbringen von Gegensätzlichem, Unvereinbarem, Grausigem und Banalem, aber auch Technischem und Wissenschaftlichem in Lautréamonts Dichtung spiegelt das Bemühen wider, das Undurchschaubare, das Zerfallene mit den Mitteln der Sprache zu bannen. „Dekomponieren und Deformieren“ hat Baudelaire diesen Strukturzwang in der modernen Poesie genannt. Es ist ein Nachvollzug des Chaotischen, ein „Zersägen“ der Welt, wie es Lautréamont in seinen „Poésies“ bezeichnet hat.
Das vorherrschende Stilmittel ist die Metapher. Berühmt geworden ist jene Stelle, in der Lautréamont die Schönheit des Jünglings Mervyn beschreibt:
„Er ist schön wie die Einziehbarkeit der Fänge von Raubvögeln; oder auch wie die Unsicherheit der Muskelbewegungen in den Wunden der Weichteile in der Gegend des hinteren Nackens; oder noch eher wie diese dauernd wirksame Rattenfalle, die immer vom gefangenen Tier neu gespannt wird, also selbsttätig unendlich Nager aufnehmen kann und sogar unter Stroh verborgen funktioniert; und vor allem wie das zufällige Zusammentreffen einer Nähmaschine und eines Regenschirms auf einem Seziertisch!“ (6. Gesang, 3. Strophe)
Bemerkenswert ist das Vorkommen der verschiedensten Tierarten, deren Gewalttätigkeit und Grausamkeit ganze Strophen füllen (Gaston Bachelard hat insgesamt 185 gezählt): Die Laus, die nur dem Werk der Vernichtung lebt (II,9), der Skarabäus, der die Überreste der getöteten Geliebten vor sich herschiebt (V,2), ein wildes Schwein, das nach Herzenslust tötet (IV,6), der Delphinmensch (IV,7) oder der menschenfressende Gott (II,8).
Ein charakteristisches Motiv Maldorors ist der unmotivierte Mord (meurtre gratuit): etwa im dritten Gesang, in dem eine vor Schmerz verrückt gewordene Mutter den Mord an ihrer kleinen Tochter beklagt, die Maldoror aus Hass auf Schöpfung und Menschen unmotiviert getötet hat – ein Motiv, das sich später bei André Gide, Jean-Paul Sartre, André Malraux, Jean Genet und Albert Camus wiederfindet.
Man hat Die Gesänge des Maldoror aufgrund ihrer infernalischen Grausamkeiten oft mit dem Werk des Marquis de Sade verglichen, ein Vergleich, dem Maurice Blanchot 1949 in seinem Essay Lautréamont et Sade allerdings entgegentrat: „Bei Lautréamont findet man von Anfang an eine natürliche Auflehnung gegen die Ungerechtigkeit, eine starke Sehnsucht nach Tugend und einen mächtigen Stolz, der weder von Perversion noch vom Bösen geleitet wird.“
Lautréamonts Gesänge wurden auch mit Georges Bataille und später mit A Clockwork Orange von Anthony Burgess und Bret Easton Ellis’ American Psycho in Zusammenhang gebracht.
Lautréamont sah den besten Erfolg seiner „Gesänge“ bei jenem Leser gegeben, der im Stande wäre, in einem vorurteilslosen, freien, somnambulen Zustand die Magie der Dichtung aufzunehmen: Hypnose als Überwindung aller Barrieren, als Eliminierung aller Denkhindernisse und zur Erreichung jener beschwörenden Wirkung, von der Verlaine als „Musik des Verses“ spricht.

## Entstehung

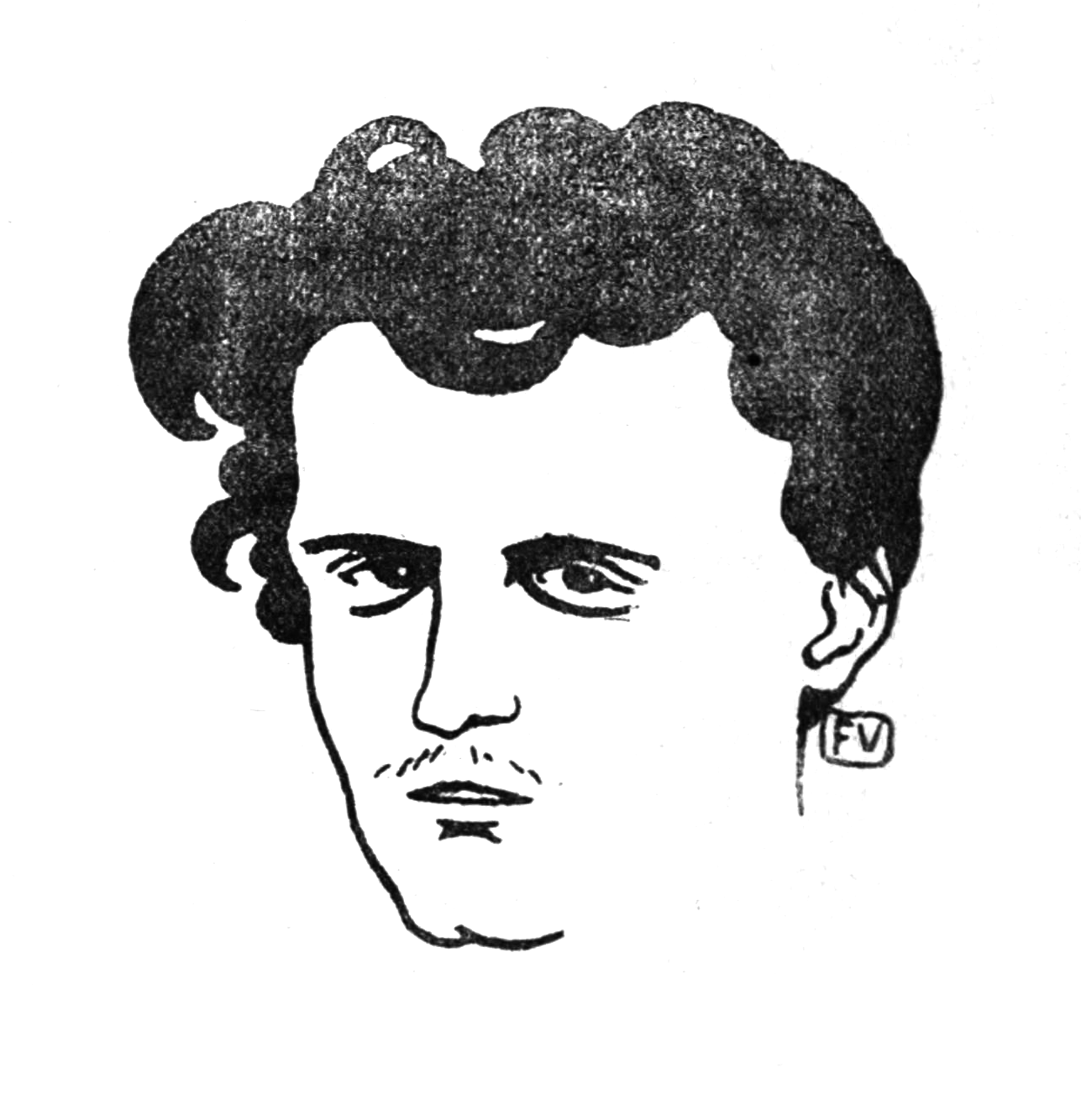
Lautréamont (1846–1870) – „imaginäres“ Porträt von Felix Vallotton

Nach einem kurzen Aufenthalt bei seinem Vater in Montevideo ließ sich Ducasse Ende 1867 in Paris nieder und studierte an der École polytechnique, gab dieses Vorhaben aber bereits ein Jahr später wieder auf. Er wohnte im 2. Arrondissement, im Viertel der Intellektuellen und großen Boulevards, in einem Hotel in der Rue Notre-Dame-des-Victoires Nr. 23 und arbeitete intensiv am ersten Gesang seines Prosagedichtes, das er wohl schon vor der Überfahrt begonnen und während seiner Ozeanreise fortgesetzt hatte. Die Zuwendungen seines Vaters erlaubten es ihm, sich ausschließlich dem Schreiben zu widmen.
Der Verleger Léon Genonceaux berichtete, Ducasse habe „nur des Nachts an seinem Klavier“ geschrieben, „wo er laut deklamierte, wild in die Tasten schlug und zu den Klängen immer neue Verse heraus hämmerte“. Als Anregung dienten ihm die Dichtungen der schwarzen Romantik, aber auch naturwissenschaftliche Werke und Enzyklopädien, die er in nahe gelegenen Bibliotheken auslieh und aus denen er teilweise wörtlich zitierte.

## Veröffentlichung
Im Herbst 1868 publizierte Ducasse anonym und auf eigene Kosten den ersten Gesang (Les Chants de Maldoror, Chant premier, par ***) bei Questroy et Cie in Paris. Dieser erste Gesang erschien Ende Januar des folgenden Jahres auch in der Anthologie Parfums de l’Ame, herausgegeben von Evariste Carrance in Bordeaux. Für diese Ausgabe verwendete Isidore Ducasse erstmals das Pseudonym Comte de Lautréamont.
Die Gesamtausgabe aller sechs Gesänge sollte schließlich im Spätsommer 1869 bei Albert Lacroix in Brüssel erscheinen, der auch der Verleger Eugène Sues war. Die Gesänge des Maldoror lagen bereits vollständig gedruckt vor, als Lacroix aus Angst vor der Zensur plötzlich die Auslieferung an die Buchhändler verweigerte. Den Grund sah Ducasse in der Tatsache, „dass das Leben darin in zu herben Farben gemalt ist.“ (Brief vom 12. März 1870 an den Bankier Darasse)
Um die Veröffentlichung möglich zu machen, bat Ducasse den Verleger Auguste Poulet-Malassis, der 1857 Baudelaires Blumen des Bösen herausgegeben hatte, Rezensions-Exemplare an die Literaturkritiker zu schicken, da sie allein „den Anfang einer Publikation beurteilen, die ihr Ende sicher erst später sehen wird, wenn ich das meine gesehen habe“. Er versuchte seine Position zu erklären und bot für kommende Auflagen sogar an, einige „zu starke Stellen“ zu streichen:
„Ich habe das Böse besungen, wie Mickiewickz, Byron, Milton, Southey, A. de Musset, Baudelaire und andere es getan haben. Natürlich habe ich die Register ein wenig übertrieben gezogen, um etwas Neues im Sinne einer erhabenen Literatur zu erschaffen, die die Verzweiflung nur besingt, um den Leser zu bedrücken und ihn dadurch das Gute als Heilmittel wünschen zu lassen. Infolgedessen ist es immer das Gute, das man besingt, nur ist die Methode eine philosophischere und weniger naiv als die der alten Schule. (…) Ist dies das Böse? Nein, gewiss nicht.“ (Brief vom 23. Oktober 1869)
Im gleichen Monat erwähnte Poulet-Malassis das Buch noch in einer Literaturzeitschrift und im Bulletin du Bibliophile et du Bibliothécaire wurde im Mai 1870 lapidar bemerkt, das Buch werde wohl „einen Platz unter den bibliographischen Kuriositäten finden“, sonst nahm so gut wie niemand Notiz davon. Während Ducasse immer noch sehnsüchtig auf die Auslieferung seiner „Gesänge“ wartete, arbeitete er an einem neuen Text, einer Ergänzung seiner Phänomenologie des Bösen, in der er das Gute besingen wollte. Die beiden Werke sollten ein Ganzes bilden, eine Dialektik von Gut und Böse. Das Werk blieb jedoch Fragment.
Ducasse stimmte verschiedenen Änderungen an Maldoror zu, um eine Herausgabe aller sechs Gesänge zu ermöglichen und die Zensur zu umgehen, sein früher Tod am 24. November 1870 verhinderte jedoch diesen Kompromiss.
Bevor die Gesamtausgabe Die Gesänge des Maldoror von 1869, die der Verleger Lacroix nie an die Buchläden ausgeliefert hatte, eingestampft werden konnte, kaufte der Brüsseler Buchhändler Jean-Baptiste Rozez 1874 den gesamten Lagerbestand und veröffentlichte diesen mit einem neuen Einband versehen. Die Resonanz war auch diesmal gleich Null.
Erste Aufmerksamkeit erlangte Maldoror 1885 durch den Herausgeber der belgischen Literaturzeitschrift La Jeune Belgique Max Waller. 1890 wurde das Werk mit einer Neuauflage einem größeren Publikum zugänglich gemacht.

## Einflüsse
1851 erlebte Isidore Ducasse als Fünfjähriger das Ende der achtjährigen Belagerung Montevideos im argentinisch-uruguayischen Krieg (Guerra Grande), dessen grausame Details er zweifellos kennenlernte. Während seiner Schulzeit in Frankreich las er Edgar Allan Poe, verschlang Shelley und besonders Byron, aber auch Mickiewicz, Milton, Southey, Musset, Baudelaire. Im Unterricht faszinierten ihn Racine und Corneille, vor allem aber die Szene der Blendung in Sophokles’ König Ödipus.
Es wurde immer wieder versucht, aus den Gesängen des Maldoror auch Schlussfolgerungen auf das Leben des Autors zu ziehen. Konkrete Erlebnisse wie die viermalige Überquerung des Ozeans, die damals einen Monat dauerte und die in der Hymne an den Ozean ihren Niederschlag gefunden hat, das gelegentliche Auftauchen von Pariser Straßennamen oder zeitgenössischen Mördern können jedoch nicht mehr sein als Bruchstücke bei der Erforschung einer erst „langsam exhumierten“ Biographie.

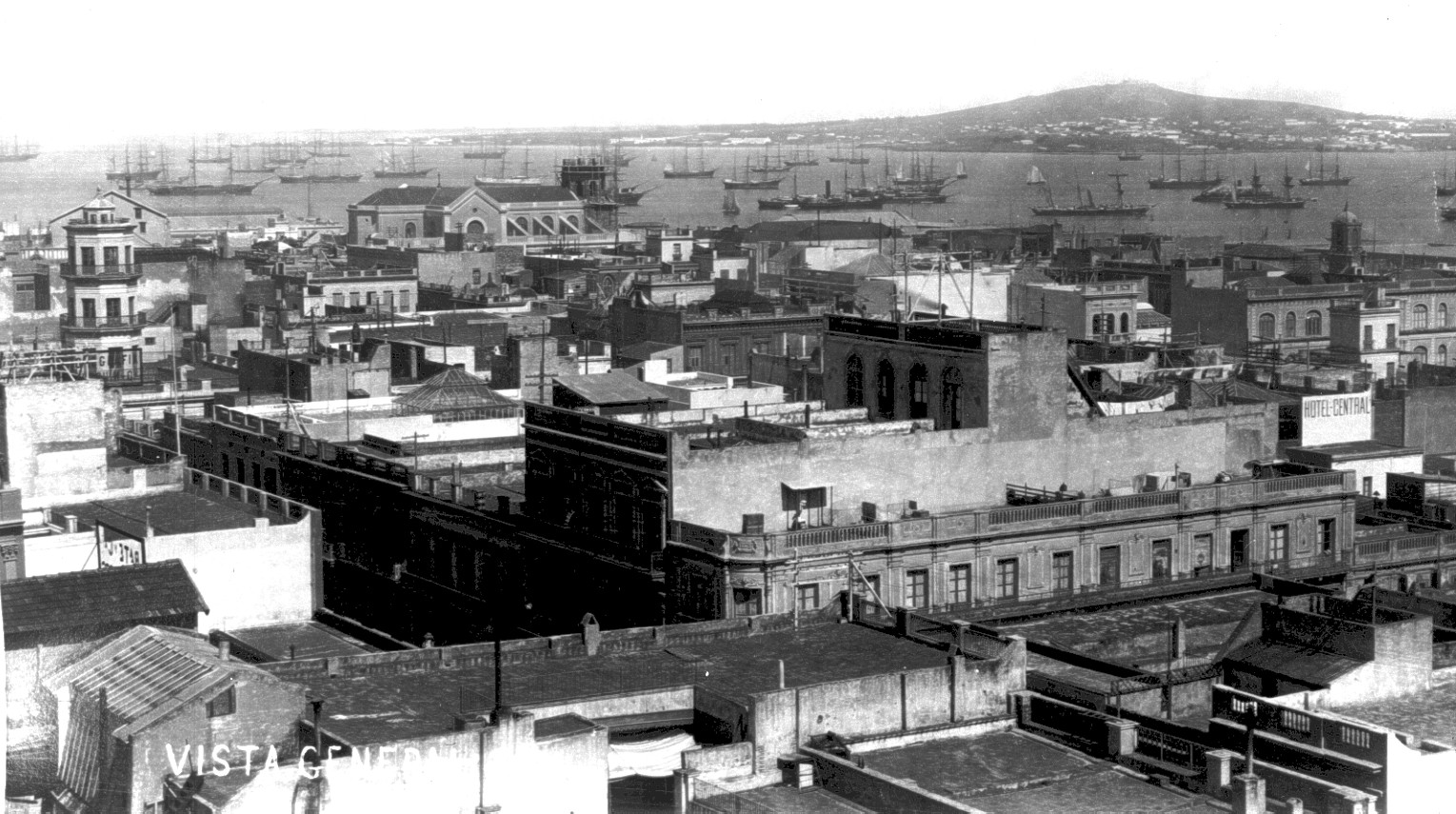
Blick über Montevideo auf den Cerro de Montevideo, 1865

Lediglich der Kindheit in Montevideo, sich selbst als Dichter und seinem Schulfreund Georges Dazet hat Lautréamont deutlich Reverenz erwiesen:
„Das Ende des neunzehnten Jahrhunderts wird seinen Dichter sehen (sollte er auch nicht sogleich mit einem Meisterwerk beginnen, sondern dem Naturgesetz folgen); er ist an den Ufern Amerikas geboren, an der Mündung des La Plata, dort, wo zwei Völker, einst Rivalen, sich jetzt bemühen, einander durch materiellen und moralischen Fortschritt zu überflügeln. Buenos Aires, die Königin des Südens, und Montevideo, die Kokette, reichen sich die Freundeshand über die silbernen Wasser der großen Mündung. Aber der ewige Krieg hat seine zerstörerische Herrschaft über das Land aufgerichtet und rafft voll Wonne zahlreiche Opfer dahin. Lebe wohl, Greis, und gedenke meiner, wenn du mich gelesen hast. Du, junger Mann, sei nicht verzweifelt; denn im Vampir hast du einen Freund, trotz deiner gegenteiligen Meinung. Wenn du die Milbe mitzählst, die die Krätze verursacht, hast du zwei Freunde!“ (1. Gesang, 14. Strophe)
Als „zweiter Freund“ wurde in der ersten Ausgabe von 1868 an dieser Stelle noch Georges Dazet mit vollem Namen genannt, mit dem Ducasse am Lycée in Tarbes studiert hatte und dessen Vater sein Vormund war, in der zweiten Ausgabe im Jahr darauf war Dazet nur mehr „D“, und in der Gesamtausgabe wurde Dazet dann völlig weggelassen und durch „Krätzmilbe“ ersetzt. Der Grund dafür scheint darin gelegen zu haben, dass der Freund nach dem Erscheinen gegen die Nennung seines Namens protestiert hatte, was Ducasse wohl bewog, ihn an allen Stellen durch abstoßende Tiernamen zu ersetzen.
Die Freundschaft mit George Dazet und Zeilen wie „Immer habe ich schändlichen Geschmack an bleichen Schulbuben und kränklichen Fabrikskindern gefunden“ in der Strophe der „Päderasten“ im fünften Gesang hat Forscher dazu veranlasst, über eine mögliche Homosexualität zu spekulieren. Andeutungen über „den Mund voller Blätter der Belladonna“ (II,1) als Beweis für Rauschgift wie auch Vermutungen, Lautréamont habe ein „verspätetes, katastrophenhaftes Pubertätserlebnis“ gehabt (Franz Rauhut) oder später sozialrevolutionären und anarchistischen Zirkeln nahegestanden, sind ohne Beweise geblieben.
Den wichtigsten Einfluss auf Ducasses Werk hatte sicherlich der Schweizer Philosoph Ernest Naville, dessen Vortragsreihe Le Problème du mal (Das Problem des Bösen) 1868 in Genf als Buch erschien. Naville zählte darin drei Kennzeichen des „Guten“ auf, die allesamt in den Gesängen des Maldoror auftauchen: Das Gewissen (in der zweiten Strophe ermordet Maldoror das Gewissen, das er „das gelbe Gespenst nennt“), die Freude (Maldoror ist freudlos, erst versucht er das Lachen in I,5 zu erzwingen, dann bekennt er in IV,2: „es ist sehr schwer, Lachen zu lernen“) und zuletzt die Ordnung als das Gute der Vernunft (Lautréamont drückt im 2. Gesang seine Verehrung für die Mathematik aus, deren „unbeirrbare Logik“ und „äußerste Kälte“ jenseits von Gut und Böse existiert). In einem nach christlichem Muster formulierten pessimistischen Weltverständnis, nach dem der Mensch zwar für das Gute geschaffen ist, aber bemerkt, inmitten des Bösen zu leben, und sein Leben als Beute des Todes erfährt, forderte Naville den Menschen auf, Widerstand zu leisten. Dabei beschrieb er als die treibende Kraft menschlichen Strebens auf dem Weg zur Läuterung das Lob des Bösen. Genau diese Entwicklung nahm Lautréamont von seinen Gesängen zu den Poésies: „Ich habe meine Vergangenheit verleugnet. Ich besinge nur noch die Hoffnung.“ Aber um dies zu tun, schrieb er in einem Brief an den Bankier seines Vaters, müsse man zuerst „die Zweifel dieses Jahrhunderts“ angreifen: „Schwermut, Trauer, Schmerz, Verzweiflung, Jammer, grausiges Gewieher, künstliche Bosheiten, kindischen Hochmut, alberne Flüche.“ Navilles moralischer Gottesbeweis, den Lautréamont „die seltsame These“ nennt, hat diesen bei der Konzeption seiner Poésies maßgeblich beeinflusst.

## Wirkungsgeschichte
Neben Charles Baudelaire und Arthur Rimbaud war es Lautréamont, der die moderne Lyrik des 20. Jahrhunderts am entscheidendsten beeinflusst hat. Er ist einer der wichtigsten Vorläufer des Surrealismus und wird oft dessen Großvater genannt. Er gilt als Begründer der Poesie der Halluzination und Assoziation, des Unbewussten, der automatischen Schreibweise und der grenzüberschreitenden Poesie. Sein Werk ist an Gérard de Nerval und Baudelaire, an der Nachtseite der Romantik und am Roman noir orientiert und berührt Revolte, Satanismus und Sprachalchimie.
Die Erfolgsgeschichte der Gesänge des Maldoror ist langwierig und tragisch. Das Werk überlebte nur durch einen Glücksfall und wurde auch nur durch Zufall der Nachwelt überliefert.

### 19. Jahrhundert
Zu Lebzeiten hat Lautréamont außer einer kurzen Besprechung des ersten Gesanges durch Alfred Sircos in der Zeitschrift La Jeunesse am 1. September 1868 und einer Erwähnung durch Auguste Poulet-Malassis, dem Verleger Baudelaires, nicht die geringste Beachtung gefunden. Poulet-Malassis erwähnte das Buch am 25. Oktober 1869 im Bulletin trimestriel des Publications défendues en France, imprimées à l’Estranger wo er Lautréamont „zur ebenso seltenen Gattung wie Baudelaire und Flaubert“ zählte und erläuterte, dass der Autor wohl wie diese glaube, „dass die ästhetische Schilderung des Bösen die stärkste Würdigung des Guten impliziert, die höchste Moral.“ Im Mai 1870 hieß es im Bulletin du Bibliophile et du Bibliothécaire nur noch „das Buch werde wohl einen Platz unter den bibliographischen Kuriositäten finden“, sonst nahm niemand Notiz davon.

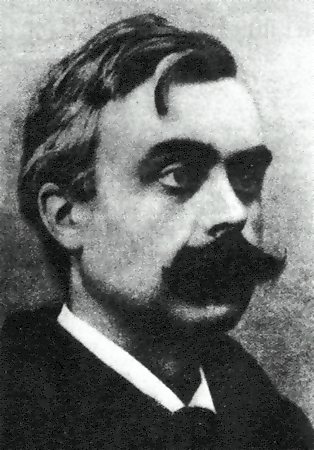
Léon Bloy bezeichnete die Gesänge 1890 als „das Werk eines Verrückten, aber auch das eines großen Dichters“

Ein Jahrzehnt nach der Erstveröffentlichung wurde 1885 der Herausgeber der belgischen Literaturzeitschrift La Jeune Belgique, Max Waller, auf das Buch aufmerksam und veröffentlichte im Oktober 1885 das Gespräch der Familie aus dem ersten Gesang. Er zeigte die Gesänge seinen Freunden, den belgischen Schriftstellern Iwan Gilkin, Albert Giraud und Jules Destrée, der es wiederum Joris Karl Huysmans, dem Meister der Dekadenz, empfahl, Huysmans schrieb an Destrée: „Das ist ein ganz verrücktes Talent, dieser Comte de Lautréamont! (…) Was zum Teufel konnte wohl der Mensch im Leben machen, der diese furchtbaren Träume geschrieben hat?“ Im Jahr darauf berichtete der katholische Erneuerer Léon Bloy in seinem autobiographischen Roman Le Désespéré (Der Verzweifelte) vom Erscheinen eines „monströsen Buches, das in Frankreich noch unbekannt, in Belgien aber seit zehn Jahren veröffentlicht“ sei. In seinem Artikel Le cabanon de Prométhée (Die Hütte des Prometheus, 1890) bezeichnete Bloy den Text als „flüssige Lava von verblüffender, panischer Schönheit“ und als „das Werk eines Verrückten, aber auch das eines großen Dichters“. Er nannte Lautréamont „Teurer, großer, gescheiterter Mann! Armer, erhabener Hochstapler!“
1890 wurden die Gesänge neu herausgegeben. Der Verleger Léon Genonceaux ließ in seinem Vorwort biographische Recherchen über Lautréamont einfließen, zitierte aus Briefen und veröffentlichte sogar ein Brief-Faksimile, um Bloys These über die Verrücktheit des Autors entgegenzutreten.
1891 schließlich entdeckte der französische Symbolist Remy de Gourmont diese Neuausgabe der Gesänge und wurde zum ersten großen Fürsprecher. Am 1. Februar verneigte er sich in der Zeitschrift Mercure tief vor dem Autor. Er recherchierte ein Exemplar der Erstausgabe und verfasste eine genaue vergleichende Beschreibung des Werkes, entdeckte aber auch das einzige Exemplar der Poésies in der Pariser Nationalbibliothek und publizierte am 1. November die Geburtsurkunde Lautréamonts im Mercure. In seinem Le Livre des Masques (Das Buch der Masken – Glossen und Dokumente über die Literatur von Gestern und Heute) nannte er ihn 1896 „einen jungen Mann von wütender und unerwarteter Originalität und ein krankes, nachgerade verrücktes Genie“. Remy de Gourmont empfahl die Gesänge auch dem Surrealismus-Vorläufer Alfred Jarry, der daraufhin in seinem Theaterstück Haldernablou (publiziert am 1. Juli 1894 im „Mercure“) und in anderen Werken seiner Bewunderung für Lautréamonts pataphysisches Universum Ausdruck verlieh und ihm in zahlreichen Zitaten Tribut zollte. Für die Neuausgabe von 1920 in der Editions de La Sirène schrieb Remy de Gourmont das Vorwort.
Um die Jahrhundertwende begeisterte sich der belgische Schriftsteller und spätere Nobelpreisträger Maurice Maeterlinck an Lautréamonts Dichtung und rühmte sie als „Vorbild des genialen Werkes“: „Ein schwarzer, zerschmetterter Erzengel von unsagbarer Schönheit … blendende Blitze, violett und grün… Metaphern in der flammenden Nacht des Unbewußten.“ Und André Gide notierte am 23. November 1905: „Ich habe zuerst leise, dann laut den unvergleichlichen VI. Gesang des Maldoror gelesen. Durch welchen Zufall kannte ich ihn noch nicht? So etwas begeistert mich bis zur Ekstase!“
Danach geriet Lautréamont wieder in Vergessenheit.

### Surrealismus
Während des Ersten Weltkriegs entdeckte der französische Schriftsteller Philippe Soupault in der mathematischen Abteilung einer kleinen Buchhandlung in der Nähe des Pariser Lazaretts im Rive Gauche, in dem er 1917 untergebracht war, zufällig eine Ausgabe der Gesänge des Maldoror. In seinen Memoiren schreibt er:

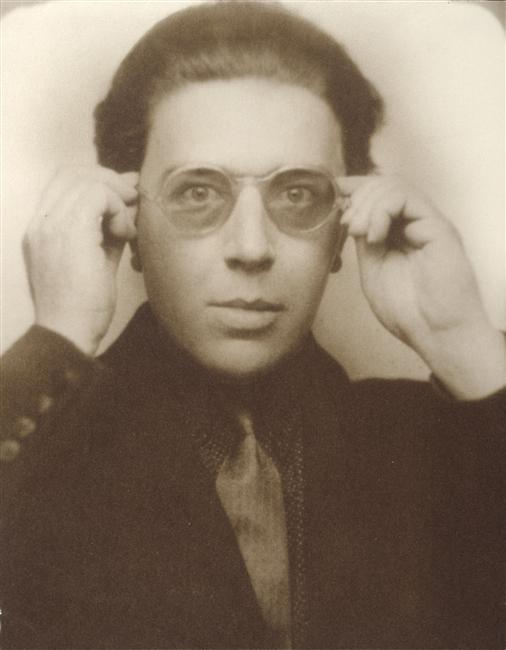
André Breton bezeichnete Lautréamonts Werk 1940 als Apokalypse

„Beim Licht einer Kerze, die mir erlaubt war, begann ich die Lektüre. Es war wie eine Erleuchtung. Gleich am Morgen las ich die ‚Gesänge‘ noch einmal, überzeugt, dass ich geträumt hätte… Am übernächsten Tag besuchte mich André Breton. Ich gab ihm das Buch und bat ihn, es zu lesen. Am folgenden Tag brachte er es zurück, ebenso begeistert wie ich.“
Durch diesen Zufall offenbarte sich Lautréamont den Surrealisten, sie machten ihn schnell zu ihrem Propheten. Damit begann der Siegeszug Lautréamonts. Als einer der poètes maudits (der verfluchten Dichter) wurde er neben Baudelaire und Rimbaud ins surrealistische Pantheon aufgenommen. André Gide sah es als bedeutendstes Verdienst von Aragon, Breton und Soupault an, „die literarische und ultraliterarische Bedeutung des erstaunlichen Lautréamont erkannt und verkündet“ zu haben. Für Gide war Lautréamont – mehr noch als Rimbaud – „der Schleusenmeister der Literatur von morgen“.
Aragon und Breton kopierten die einzigen Exemplare der Poésies in der Pariser Nationalbibliothek und veröffentlichten den Text im April und Mai 1919 in zwei aufeinander folgenden Nummern ihrer Zeitschrift „Littérature“, 1925 wurde Lautréamont eine Spezialnummer des Magazins Le Disque vert mit dem Titel Le cas Lautréamont (Der Fall Lautréamont) gewidmet. Viele surrealistische Autoren verfassten in der Folge Texte und Huldigungen zu Lautréamont, André Breton nahm 1940 Auszüge des vierten und sechsten Gesanges sowie einen Brief Lautréamonts in seine Anthologie des Schwarzen Humors auf und schrieb in der Einleitung:
„Dieses Werk (…) ist die Apokalypse. Alles noch so Kühne, das man in den kommenden Jahrhunderten denken und unternehmen wird, es ist hier in seinem magischen Gesetz im voraus formuliert worden. Die Sprache, geradeso wie der Stil, gerät mit Lautrèamont in eine schwere Krise, sie markiert einen Neubeginn. Die Grenzen sind gefallen, in denen Worte in Beziehung zu Worten, Dinge in Beziehung zu Dingen treten können. Ein Prinzip ständiger Verwandlung hat sich der Dinge wie der Ideen bemächtigt und zielt auf ihre totale Befreiung ab, die die des Menschen impliziert. Was dies betrifft, ist Lautrèamonts Sprache ein unvergleichliches Lösungsmittel und Kleinplasma zugleich.“
1920 nahm Man Ray jene berühmt gewordene Stelle aus dem 6. Gesang als Ausgangspunkt für sein Werk The Enigma of Isidore Ducasse (Das Geheimnis des Isidore Ducasse), in der Lautréamont „das zufällige Zusammentreffen einer Nähmaschine und eines Regenschirms auf einem Seziertisch“ beschrieben hatte. Die Gesänge des Maldoror inspirierten zahlreiche weitere bildende Künstler: Frans De Geetere, Salvador Dalí, Jacques Houplain und René Magritte illustrierten Gesamtausgaben, später auch Georg Baselitz. Einzelne Werke zu Lautreamont gibt es auch von Max Ernst, Victor Brauner, Oscar Dominguez, Agustín Espinosa, André Masson, Joan Miró, Matta Echaunen, Wolfgang Paalen, Kurt Seligmann und Yves Tanguy. Amedeo Modigliani trug immer ein Exemplar der „Gesänge“ mit sich, die er laut auf dem Montparnasse zitierte.

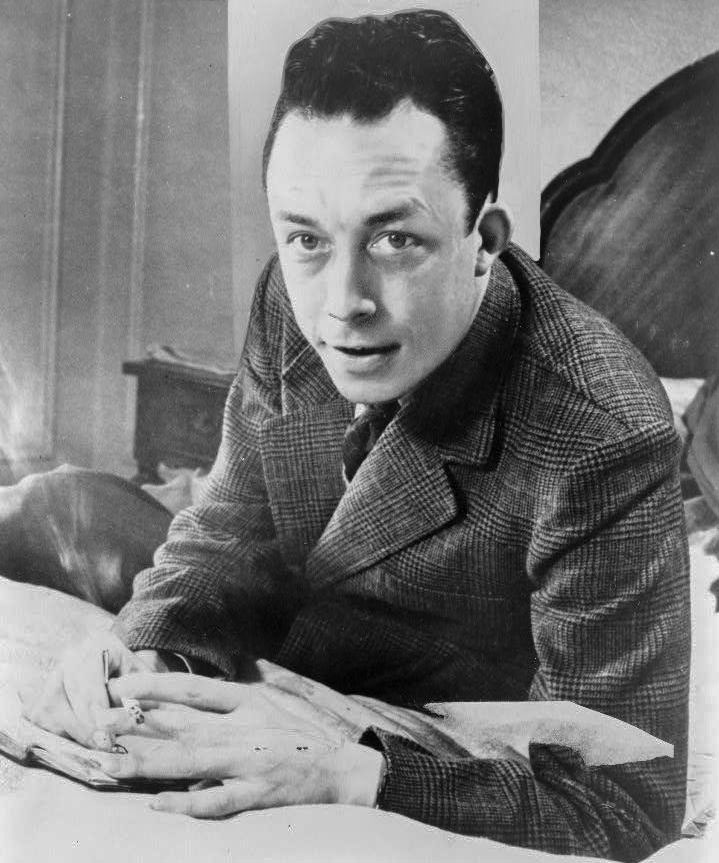
Albert Camus (1957) reihte Lautréamont unter die Söhne Kains ein

In Anlehnung an Lautréamonts „zufällige Begegnung einer Nähmaschine mit einem Regenschirm auf einem Seziertisch“ hat Max Ernst die Struktur des surrealistischen Bildes definiert: „Accouplement de deux réalités en apparence inaccouplables sur un plan qui en apparence ne leur convient pas.“
Félix Vallotton und Salvador Dalí fertigten „imaginäre“ Bildnisse Lautréamonts an, da von ihm kein Foto überliefert war.

### Existentialismus
Albert Camus hat Lautréamont 1951 in seinem existentialistischsten Werk L’homme révolté (Der Mensch in der Revolte), zusammen mit dem Marquis de Sade, mit Nietzsche, Rimbaud und den Surrealisten, unter die Vertreter der metaphysischen Revolte, unter die Söhne Kains eingereiht. Im Kapitel La révolte métaphysique hat Camus die „Chants de Maldoror“ als Rache an Gott, der für alles Böse verantwortlich ist, interpretiert, als Revolte gegen eine absurde Schöpfung, gegen die Herrschaft des Bösen, die Gott zum Schuldigen stempelt, weil und wenn er allmächtig ist, und die ihn als Allmächtigen verneint, da er das Böse wider Willen zulässt.
Camus erkennt in den Chants de Maldoror die eigene Thematik der Absurdität wieder. Zu seinen Hauptmotiven gehörte die Frage, ob Mord nicht die Konsequenz des absurden Denkens sei (Le meurtre et l’absurde). Die Devise seines Dramenhelden Caligula könnte daher auch diejenige Maldorors sein. Die Freiheit – so lautet die Konsequenz Maldorors wie die von Caligula – lässt sich nur dadurch erringen, dass man Gott oder den Göttern die Führung im Böses tun aus der Hand nimmt. Freiheit lässt sich nur durch Überbietung des Absurden durch denjenigen erringen, der von ihm betroffen ist, durch sein Opfer, durch den Menschen. (Erich Köhler: Vorlesungen zur Geschichte der Französischen Literatur. Freiburg 2006)

## Übersetzungen vonLes Chants de Maldororins Deutsche (2025)
Im Jahr 2025 veröffentlichte das Literaturprojekt maldoror.com zwei bemerkenswerte neue Übersetzungen von Les Chants de Maldoror ins Deutsche. Beide Versionen wurden im Rahmen eines mehrjährigen Vorhabens präsentiert, das sich zum Ziel gesetzt hatte, das Werk des Comte de Lautréamont für ein breiteres und auch jüngeres Publikum zugänglich zu machen.
Die erste Version ist eine klassische literarische Übersetzung, die sich stilistisch an moderne deutschsprachige Leser richtet. Sie wahrt die philosophische Tiefe, rhythmische Struktur und metaphorische Komplexität des Originals und steht in der Tradition früherer dichterischer Übertragungen.
Die zweite Version stellt einen radikalen Gegenentwurf dar: eine hochgradig experimentelle Übersetzung ins sogenannte „Kriezdeutsch“, ein jugendsprachlicher, hybrider Soziolekt, der in urbanen Kontexten Berlins und anderer deutschsprachiger Großstädte gesprochen wird. Dieser Slang verbindet Elemente des Deutschen, Englischen, Türkischen und anderer Sprachen mit Internet- und Straßenjargon. Die Adaption trägt den Titel „Maldoror’s Kiez-Bars“ – ein bewusster Hinweis auf die kulturelle und sprachliche Verortung.
Trotz ihrer stilistischen Eigenheiten folgt diese Version dem vollständigen Originaltext in Struktur und Inhalt. Dabei wurde Kriezdeutsch nicht lediglich zur Modernisierung verwendet, sondern als eigenständiges literarisches Medium eingesetzt. Ziel war es, die Wucht und Widerständigkeit der Originalsprache Lautréamonts in die Gegenwart zu übertragen.
Auf der Website maldoror.com enthält die Kriezdeutsch-Version interaktive Fußnoten, die für viele Begriffe eine hochdeutsche Umschreibung oder Erklärung bieten. Dadurch können auch literarisch interessierte Leser ohne tiefgehende Kenntnis des Slangs den Text nachvollziehen.

### Sprachbeispiele aus „Maldoror’s Kiez-Bars“
Die folgenden Zitate (aus Track 1–3) zeigen die kreative Transformation von Lautréamonts Stil ins Kriezdeutsch:
„Yo, Leser, vielleicht willst du, dass isch gleich am Start Hass spitt, in dem Ding hier!“
„Weil, wenn er nich ‘ne fette Logik und ‘nen Kopf mitbringt, der mindestens so angespannt is wie sein Misstrauen, dann saufen die tödlichen Vibes von dem Buch seine Seele ein wie Wasser den Zucker, Lan.“
„First Five Drops ain’t Waste — sie framed mein Grind’s Front — Build’s Base — Early Sketch o’ mein Next-level Poetics.“
„Check ma gut, was isch dir sag: dreh deine Fersen zurück und nich vor, wie die Augen von ‘nem Sohn, die sich mit Respekt vom krassen Anblick von Mamas Gesicht abwenden.“

## Bibliographie

### Originalausgaben
- Les Chants de Maldoror – Chant premier. par ***, Imprimerie Balitout, Questroy et Cie, Paris, August 1868 (1. Gesang, anonym veröffentlicht)
- Les Chants de Maldoror – Chant premier. par Comte de Lautréamont, in: Parfums de l’Ame. Bordeaux 1869 (1. Gesang, veröffentlicht unter dem Pseudonym Comte de Lautréamont)
- Les Chants de Maldoror. A. Lacroix, Verboeckhoven et Cie, Brüssel 1869 (erste Gesamtausgabe, nicht ausgeliefert)
- Les Chants de Maldoror. Typ. De E. Wittmann, Paris und Brüssel 1874 (Gesamtausgabe von 1869, mit neuem Einband)
- Les Chants de Maldoror. Vorwort von Léon Genonceaux, mit einem Brief-Faksimile Lautréamonts, Ed. Léon Genonceaux, 1890 (Neuausgabe)
- Les Chants de Maldoror. Mit 65 Illustrationen von Frans De Geetere, Ed. Henri Blanchetièr, Paris 1927
- Les Chants de Maldoror. Mit 42 Illustrationen von Salvador Dalí; Albert Skira Editeur, Paris 1934
- Œuvres Complètes. Mit einem Vorwort von André Breton und Illustrationen von Victor Brauner, Oscar Dominguez, Max Ernst, Espinoza, René Magritte, André Masson, Joan Miró, Matta Echaunen, Wolfgang Paalen, Man Ray, Kurt Seligmann und Yves Tanguy, G.L.M. (Guy Levis Mano), Paris 1938
- Maldoror. Mit 27 Illustrationen von Jacques Houplain, Societe de Francs-Bibliophiles, Paris 1947
- Les Chants de Maldoror. Mit 77 Illustrationen von René Magritte; Editions De „La Boetie“, Brüssel 1948
- Œuvres complètes. Fac-similés des éditions originales. La Table Ronde, Paris 1970 (Faksimiles der Originalausgaben)
- Œuvres complètes. nach der Ausgabe von 1938, mit den acht historischen Vorworten von Léon Genonceaux (Édition Genouceaux, Paris 1890), Rémy de Gourmont (Édition de la Sirène, Paris 1921), Edmond Jaloux (Edition Librairie José Corti, Paris, April 1938), Philippe Soupault (Edition Charlot, Paris, 1946) Julien Gracq (La Jeune Parque, Paris 1947), Roger Caillois (Edition Librairie José Corti 1947), Maurice Blanchot (Édition du Club Français du Livre, Paris 1949), Edition Librairie José Corti, Paris 1984
- Poésies I. Librairie Gabrie, Balitout, Questroy et Cie, Paris 1870
- Poésies II. Librairie Gabrie, Balitout, Questroy et Cie, Paris 1870

### Deutsche Übersetzungen
- Das Gesamtwerk. Die Gesänge des Maldoror; Dichtungen (Poesies); Briefe. Aus dem Französischen übersetzt und mit einem Nachwort von Ré Soupault, mit Marginalien von Albert Camus, André Gide, Henri Michaux, Julien Gracq, Henry Miller, E. R. Curtius, Wolfgang Koeppen u. a., Rowohlt, Reinbek 1963; Überarbeitete Neuausgabe, Rowohlt, Reinbek 1988 ISBN 3-498-03836-2
- Die Gesänge des Maldoror. (Übersetzung: Ré Soupault) Rowohlt Taschenbuch, Reinbek bei Hamburg 2004, ISBN 3-499-23547-1
- Die Gesänge des Maldoror. Übersetzt und mit einer Studie über den Autor und sein Werk von Re Soupault. Mit 20 Gouachen von Georg Baselitz. Im Anhang – Der Traum als Konstruktionsprinzip bei Lautreamont und Carroll von Elisabeth Lenk, Rogner & Bernhard, München. 1976
- Gesamtwerk. Deutsch von Re Soupault. Rothe, Heidelberg 1954 (erste deutsche Ausgabe)
- Werke. Die Gesänge des Maldoror, Dichtungen, Briefe. Übersetzung von Wolfgang Schmidt, Edition Sirene, Berlin 1985
- Poesie. Vorwort von Guy E. Debord und Gil J. Wolman. Übersetzt von Pierre Gallissaires und Hanna Mittelstädt. Mit Abbildungen. Edition Nautilus, Hamburg 1979 ISBN 3-921523-38-9
- Die Gesänge des Maldoror. Übersetzt und herausgegeben vom Projekt maldoror.com. Mit einer modernen akademischen Übersetzung ins Hochdeutsche und einer literarischen Adaption in Kriezdeutsch (2025).

### Sekundärliteratur
- Das Geheimnis des unglaublichen Comte de Lautréamont. Texte zu Lautréamont von Aimé Césaire, René Daumal, Tristan Tzara, Giuseppe Ungaretti, Maurice Blanchot, Gaston Bachelard, André Breton, Antonin Artaud, Louis Aragon, Belindra, Francis Ponge, Philippe Sollers, Leon Pierre-Quint und Illustrationen von Salvador Dalí, René Magritte, Yves Tanguy, Max Ernst, Joan Miro, Oscar Dominguez, Man Ray, Victor Brauner, Kurt Seligmann, André Masson u. a., Edition Tiamat, 1986
- Rainer Wölzl: Lautreamont, Die Gesänge des Maldoror. Mit einem Essay von Peter Gorsen. Picus, Wien 1992, ISBN 3-85452-121-9
- André Breton: Die verlorenen Schritte. Essays, Glossen, Manifeste. Aus dem Französischen und mit einem Nachwort von Holger Fock. Critica diabolis, Ed. Tiamat, Berlin 1989, ISBN 3-923118-96-1
- Antonin Artaud: Van Gogh, der Selbstmörder durch die Gesellschaft und Texte über Baudelaire, Coleridge, Lautreamont und Gérard de Nerval. Matthes & Seitz, München 1993, ISBN 3-88221-200-4
- Ulrich Berkes: Eine schlimme Liebe. Tagebuch über Leben und Werk des Dichters Isidore Ducasse. Aufbau, Berlin/Weimar 1987, ISBN 3-351-00342-0
- Louis Aragon: Lautréamont und wir. In: „Surrealismus in Paris 1919–1939“. Ein Lesebuch. Herausgegeben und mit einem Essay von Karlheinz Barck. Leipzig: Verlag Philipp Reclam jun., 1986. (Der Aufsatz schildert die erste Lautréamont-Rezeption in den Jahren 1917/18)
- Anthologie des Schwarzen Humors. Hg. und Vorwort von André Breton (1939), Texte von Jonathan Swift, Marquis de Sade, Georg Christoph Lichtenberg, Charles Fourier, Thomas de Quincey, Pierre-Francois Lacenaire, Christian Dietrich Grabbe, Edgar Allan Poe, Charles Baudelaire, Lewis Carroll, Villiers de L’Isle-Adam, Charles Cros, Friedrich Nietzsche, Joris-Karl Huysmans, Lautréamont, Arthur Rimbaud, Alphonse Allais, O. Henry, J.M.Synge, André Gide, Francis Picabia, Guillaume Apollinaire, Pablo Picasso, Jakob van Hoddis, Hans Arp, Marcel Duchamp, Jacques Vaché, Alfred Jarry, Franz Kafka, Salvador Dalí, Jacques Prévert, Leonora Carrington u. a.; Rogner & Bernhard, München 1979. Die Erstausgabe erschien 1940, vier Tage vor dem Fall von Paris, und wurde von der Regierung Pétain verboten. Die nächsten Ausgaben erschienen 1945 und 1950 mit vermehrten Inhalt.

Fremdsprachig
- Le Cas Lautréamont. Sondernummer der Zeitschrift Le Disque Vert, mit einem Vorwort von André Gide und Texten von Philippe Soupault, Jules Supervielle, René Crevel, Henry Dommartin, Giuseppe Ungaretti, Edmond Jaloux, Albert Thibaudet, André Breton, Maurice Maeterlinck, Paul Valéry, Paul Éluard, Henri Michaux, Lucien Fabre, Jean Cocteau sowie Léon Bloy, Remy de Gourmont, Jean Paulhan, André Malraux u. a., einer ersten Bibliographie und einer Illustration von Odilon-Jean Périer; René van den Berg, Paris/Brüssel 1925
- Philippe Soupault: Lautréamont. Etude, extraits, documents, bibliographie. Paris 1927; Neuauflage (Poètes d’aujourd'hui 6), Pierre Seghers, Paris 1946
- Maurice Blanchot: Lautréamont et Sade. Editions de Minuit, Paris 1949
- Louis Aragon: Lautréamont et nous. Les Lettres françaises, 1./8. Juni 1967. (Als selbständige Publikation 1992 bei Pin-Balma Sables veröffentlicht.)
- Edouard Peyrouzet: Vie de Lautreamont. Editions Bernard Grasset, Paris 1970, ISBN 0-03-735016-1
- Alex de Jonge: Nightmare Culture: Lautréamont and Les Chants de Maldoror. Secker & Warburg, 1973
- Gaston Bachelard: Lautreamont. Corti, Paris 1974
- Jeremy Reed: Isidore: A Novel about the Comte de Lautreamont. Peter Owen Limited 1991 (fiktionale Biographie)
- Louis Jarnover: Lautréamont et les chants magnétiques. Sulliver, Arles 2002, ISBN 2-911199-79-0